# Chiesa di San Domenico (Sassari)
La chiesa di San Domenico è un edificio religioso situato a Caniga, una frazione di Sassari, nella Sardegna nord-occidentale. Consacrata al culto cattolico è sede dell'omonima parrocchia e fa parte dell'arcidiocesi di Sassari.